# قمری زمینی سولاوسی
قمری زمینی سولاوسی (نام علمی: Gallicolumba tristigmata) که به نام قمری زمینی سینه‌زرد نیز شناخته می‌شود، یک قمری زمینی با اندازه متوسط و تقریباً ۳۵ سانتی‌متر طول است. یک قمری زمینی قهوه‌ای زیتونی با پیشانی طلایی، سینه زرد، پاهای قرمز، تاج سبز مایل به آبی رنگین‌کمانی که با لکه بنفش پشت گوشپرها، دم قهوه‌ای تیره و زیر آن سفید است. هر دو جنس شبیه هم هستند.
بومی اندونزیایی این گونه گریزان در جنگل‌های بارانی اولیه سولاوسی در والاسیا پراکنده شده است. قمری زمینی سولاوسی یک پرنده زمینی است. رژیم غذایی آن عمدتاً از دانه‌ها و میوه‌های ریخته‌شده از زمین‌های تغذیه تشکیل شده است. ماده یک تخم سفید تکی می‌گذارد.